# Recloses
Recloses – miejscowość i gmina we Francji, w regionie Île-de-France, w departamencie Sekwana i Marna.
Według danych na rok 1990 gminę zamieszkiwało 519 osób, a gęstość zaludnienia wynosiła 56 osób/km² (wśród 1287 gmin regionu Île-de-France Recloses plasuje się na 799. miejscu pod względem liczby ludności, natomiast pod względem powierzchni na miejscu 412.).